# Kokoro Kageura
Kokoro Kageura (jap. 影浦心 Kageura Kokoro; * 6. Dezember 1995) ist ein japanischer Judoka. 2016 wurde er Asienmeister im Schwergewicht, 2021 Weltmeister.

## Sportliche Karriere
Kokoro Kageura belegte 2015 den dritten Platz bei den japanischen U21-Meisterschaften. 2016 bezwang er im Finale der Asienmeisterschaften in Taschkent den Usbeken Abdullo Tangriyev. Ende 2016 erreichte er das Finale beim Grand-Slam-Turnier in Tokio und unterlag dann seinem Landsmann Takeshi Ojitani. 2017 gewann Kageura das Grand-Prix-Turnier in Düsseldorf. Bei den japanischen Meisterschaften belegte er den zweiten Platz hinter Takeshi Ojitani. Im August 2017 siegte er bei der Universiade in Taipeh. Bei den Weltmeisterschaften in der offenen Klasse unterlag Kageura 2017 im Halbfinale dem Belgier Toma Nikiforov, im Kampf um Bronze verlor er gegen Takeshi Ojitani. Nach einem dritten Platz beim Grand-Slam-Turnier in Tokio Ende 2017 siegte Kageura Anfang 2018 beim Grand-Slam-Turnier in Paris, als er im Finale den Südkoreaner Kim Sung-min bezwang. Bei den Asienspielen 2018 gewann Kageura mit dem japanischen Mixed-Team den Titel in der Mannschaftswertung. Ende 2018 belegte er den dritten Platz beim Grand-Slam-Turnier in Osaka, das 2018 und 2019 als Ersatz für Tokio einsprang. 2019 erreichte Kageura sowohl in Paris als auch in Osaka den dritten Platz. 
Beim Grand-Slam-Turnier in Paris 2020 bezwang er im Achtelfinale in der Verlängerung den Franzosen Teddy Riner, der zuvor in 154 Kämpfen seit 2010 ungeschlagen war. Im weiteren Turnierverlauf schlug Kageura den Russen Inal Tassojew und den Brasilianer Rafael Silva. Im Finale von Paris unterlag Kageura dem Niederländer Henk Grol. 2021 siegte Kageura beim Grand-Slam-Turnier in Taschkent. Bei den Weltmeisterschaften 2021 in Budapest bezwang er im Viertelfinale den Finnen Martti Puumalainen und im Halbfinale den Brasilianer Rafael Silva. Mit seinem Finalsieg über den Russen Tamerlan Baschajew gewann Kageura als erster Japaner nach achtzehn Jahren eine Goldmedaille im Schwergewicht der Männer.